# Uriminzokkiri
Uriminzokkiri (hangul: 우리민족끼리, Uri mindzsok kkiri, RR: Uri minjok kkiri, ’Nemzetünk maga’) egy észak-koreai állami üzemeltetésű internetes portál volt, a Szülőföld Békés Egyesítéséért Bizottság (조국평화통일위원회; Csoguk Phjonghva Thongil Üvonhö (Joguk Pyeonghwa Tongil Wiwonhoe)) leányvállalata. Híreken kívül zenéket, videókat, filmeket, sőt, videójátékokat is tartalmaz. A weboldal 2010 augusztus óta a Twitteren, YouTube-on, Flickr-ön és a Facebookon is képviselteti magát. A weboldal szervere Kínában van, és 2003. április elsejétől üzemel.
Az Uriminzokkiri Dél-Koreában – sok más északi, vagy észak-párti internetes weboldallal együtt, mint például Naenara.kp, a KCNA, és a Minjok Tongsin – blokkolva van.
A weboldal 2024. január 11. óta elérhetetlen, a más észak-koreai kötődésű oldalakról rá mutató hivatkozások eltűntek. Kim Dzsongun 2024. január 16-án bejelentette, hogy mindent eltöröltek, ami az újraegyesítés eszményét testesítette meg, így a Szülőföld Békés Egyesítéséért Bizottságot és az irányítása alá tartozó Uriminzokkirit is.

## Története
2012. szeptember 18-án az internetes portálon megjelent egy videó, amin Dél-Korea elnöke, Pak Kunhje (Park Geun-hye) eltorzított képe volt látható, amint éppen a Gangnam Style-t „táncolta”. A videó továbbá azzal is gúnyolja, hogy a hajdani apja, Pak Csong Hi (Park Chung-hee) által létrehozott Jusin (Yushin) politikai rendszer odaadó követője.
2013. február 5-én, egy, az Uriminzokkiri YouTube-os csatornáján megjelent videót letöröltetett a DMCA, az Activision panaszára, mivel a videóban a Call of Duty: Modern Warfare 3 című videójátékból kivágott jelenetek is szerepeltek, amik New Yorkot lángokba borulva mutatták. Alig egy hónappal később, 2013. március 19-én egy újabb propagandavideó látott napvilágot, amik az amerikai főváros, Washington megtámadásának víziójáról szóltak. A célpontok között szerepelt a Fehér Ház és a Capitolium is.
2013. április 3-án az Anonymous hackercsoport azt állította, ellopott 15 ezer jelszót, egy Észak-Korea elleni kiberháború keretében. Pár órával később a szervezet azt is állította, hogy sikeresen feltörték az Uriminzokkiri weboldalát, Twitter, illetve Flickr fiókját.
Egy 2013. május 21-i cikkben az Uriminzokkiri beszámolt arról, hogy 2012-ben Észak-Korea elkezdte azzal fenyegetni Délt, hogy a Kék Házat pilóta nélküli repülőgépekkel fogja szétlőni, föld-föld rakéták helyett. Ezzel kapcsolatban arra is kitért hogy a drónok kevesebb, mint 3 perc alatt szét tudnák lőni a Kék Házat, 925 km/h sebességű rakétáikkal. Az internetes portál tovább dicsekedett: az észak-koreai pilóta nélküli gépek arra is képesek, hogy a Kvanak (Kwanak)-hegy déli részén elhelyezkedő szöuli Védelmi Parancsnokság épületét is eltalálják. Dél-Korea kormánya figyelmen kívül hagyta ezeket a fenyegetéseket, ahogyan a Cshonan (Cheonan) korvett 2010-es elsüllyesztése előtt is tette.
2014. március 24-én, hetekkel az ausztrál misszionárius, John Short elhurcolása után, amit „államellenes bűncselekmények” végett hajtottak végre, az Uriminzokkiri kiadott egy cikket, amiben bibliai kifejezésekkel és utalásokkal dicsérik Észak-Koreát. Szerintük az ország egy „utopisztikus Édenkert”. Az egyébként „Korea egy földi Paradicsom, amiben Jézusnak akkor se lenne semmi keresnivalója, ha eljönne” címet viselő cikk szerint Észak-Koreában ingyenes egészségügyi ellátás, oktatás, és adómentesség van, hála az ország vezetőjének, Kim Dzsongun (Kim Jong-un)nak. A cikkben az is állt, hogy a címnek megadott mondatot egy híres amerikai vallási vezető mondta, de kilétére már nem tértek ki.

## Külső hivatkozások
- Uriminzokkiri weboldala Archiválva 2021. március 23-i dátummal a Wayback Machine-ben
- Uriminzokkiri a Twitteren
- YouTube-videó. YouTube
- Uriminzokkiri Flickr fiókja

## YouTube-hivatkozások
- A Washington elleni támadás videója